# Alan Pauls
Alan Pauls (ur. 12 kwietnia 1959 w Buenos Aires) – pisarz argentyński. 
Studiował literaturę na Uniwersytecie w Buenos Aires, potem pracował jako wykładowca teorii literatury na tej samej uczelni. Pracował również jako redaktor dziennika Página/12, a także współtworzył czasopismo Lecturas críticas. Jego debiutem literackim była wydana w 1984 roku powieść El pudor del pornógrafo. Szerszy, międzynarodowy rozgłos przyniosła mu czwarta powieść El pasado.  Alan Pauls został za nią uhonorowany nagrodą Premio Herralde. Na podstawie książki El pasado w 2007 roku powstał film pod tym samym tytułem wyreżyserowany przez Héctora Babenco.
Mieszka w Buenos Aires, wraz z żoną i córką.

## Wybrana twórczość
- El pudor del pornógrafo, Sudamericana, Buenos Aires, 1984
- El coloquio, Emecé, Buenos Aires, 1990
- Wasabi, Alfaguara, Buenos Aires, 1994
- El pasado, Anagrama, 2003
- Trylogia o Argentynie w latach 70. 
  - Historia del llanto, Anagrama, Barcelona, 2007
  - Historia del pelo,   Anagrama, Barcelona, 2010
  - Historia del dinero,  Anagrama, 2013